# Kurt Schubert (Ingenieur)
Kurt Hermann Schubert (* 27. Januar 1926  Mülsen St. Niclas; † 24. Mai 1975 in Dresden) war ein deutscher Bauingenieur und Hochschullehrer.

## Leben und Werk
Schubert nahm nach dem Schulabschluss 1940 zunächst in Zwickau eine Maurerlehre auf. Von 1942 bis 1946 studierte er an der Ingenieurschule für Bauwesen in Glauchau und studierte ab 1947 Bauingenieurwesen an der Technischen Hochschule Dresden, wo er am 26. September 1955 an der Fakultät für Bauwesen zum Dr.-Ing. promovierte. 1956 wurde er Dozent für Grundbau und Bodenmechanik an der Hochschule für Bauwesen Cottbus. Dort habilitierte er sich am 17. Oktober 1961.
Mit Wirkung vom 1. Januar 1962 wurde er zum Professor mit Lehrauftrag für Grundbau und Bodenmechanik am vormaligen Institut für Erdbau (nunmehr Institut für Grundbau und Bodenmechanik) der Technischen Hochschule Dresden ernannt. 1967 erhielt er dort den vollen Lehrauftrag. Dieses Institut wurde 1969/1970 dem „Wissenschaftsbereich Technische Erschließung“ der Sektion Bauingenieurwesen der TU Dresden angegliedert. Bis zu seinem Tod im Alter von 49 Jahren 1975 wirkte Schubert dort als Professor für Bodenmechanik. Er war spezialisiert auf Bodenmechanik und gab u. a. dazu mehrere Lehrbriefe heraus.

## Schriften (Auswahl)
- Beitrag zur brauchbaren Bestimmung von Kennwerten für sandigen Baugrund durch Rammsondierung , o. O., o. J. [1955].
- Beitrag zur Standsicherheit von Tagebaukippen im Lausitzer Braunkohlengebiet. Unter besonderer Berücksichtigung der Belastungsgeschwindigkeit. In: Wissenschaftliche Zeitschrift der Hochschule für Bauwesen Cottbus 4 (1961), H. 4.
- Bodenmechanik. Verlag Technik, Berlin 1967.